# Chalepoxenus
Chalepoxenus Finzi, 1922 è un genere di formiche della sottofamiglia Myrmicinae.

## Biologia
Chalepoxenus kutteri  e Chalepoxenus muellerianus schiavizzano varie specie di Temnothorax.

Gli individui sessuati effettuano normali voli di accoppiamento. Le nuove colonie vengono fondate da singole regine che penetrano all'interno del nido ospite, uccidono tutti gli adulti o li cacciano fuori e prendono possesso della nidiata da cui emergeranno le prime operaie schiave.

## Distribuzione
È un genere a distribuzione mediterranea.

In Italia è presente solo Chalepoxenus muellerianus.

## Tassonomia
Il genere è composto da 9 specie:
- Chalepoxenus brunneus Cagniant, 1985
- Chalepoxenus hyrcanus Dubovikoff & Radchenko, 2010
- Chalepoxenus kutteri Cagniant, 1973
- Chalepoxenus muellerianus Finzi, 1922
- Chalepoxenus spinosus Arnoldi, 1968
- Chalepoxenus tarbinskii Tarbinsky, 1976
- Chalepoxenus tauricus Radchenko, 1989
- Chalepoxenus tramieri Cagniant, 1983
- Chalepoxenus zabelini Radchenko, 1989